# Side (tárgy)

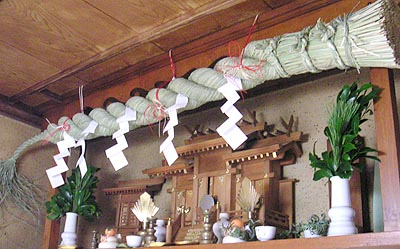
Simenaváról lelógó sidék

A side (japán írással: 紙垂 (betű szerinti jelentése: „papírcsüngő”), más (atedzsi) írásmóddal: 四手) egy cikkcakkos papírszalag, amelyet sintó szakrális helyeken használnak, többnyire simenava kötélre vagy tamagusira akasztva. Gyakran rojtszerű sime no kókkal együtt használják. Régen főként papíreperfából készült vasipapírból készítették, ma ennek például hósogami, minogami és hansi változatait is használják. Alakja (és készítési módja) szerint többféle változata van, általában az egyes szentélyekben, ahol használják, ugyanaz a forma öröklődik tovább.
Alakjának jelentésére kétféle elmélet létezik: az egyik szerint az isten végtelen hatalmát jelképezi, a másik magyarázat szerint, amelyet Mijazava Kendzsi költő–író tanított diákjainak, a simenava kötél a felhőket, a róla lógó sime no kók a bő terméshez nélkülözhetetlen esőt, a sidék pedig a villámlást ábrázolják.
A side (akkor még nikite néven) a Sindaiame no ivajado no dzsó című mondában szerepel először, amelyben olyan, gyökerestül kiásott szakaki-bokorról írnak, amelynek felső ágaira magatamák, középső részére a Jata no kagami, alsó ágaira pedig fehér és zöld nikiték vannak akasztva.

## Képek

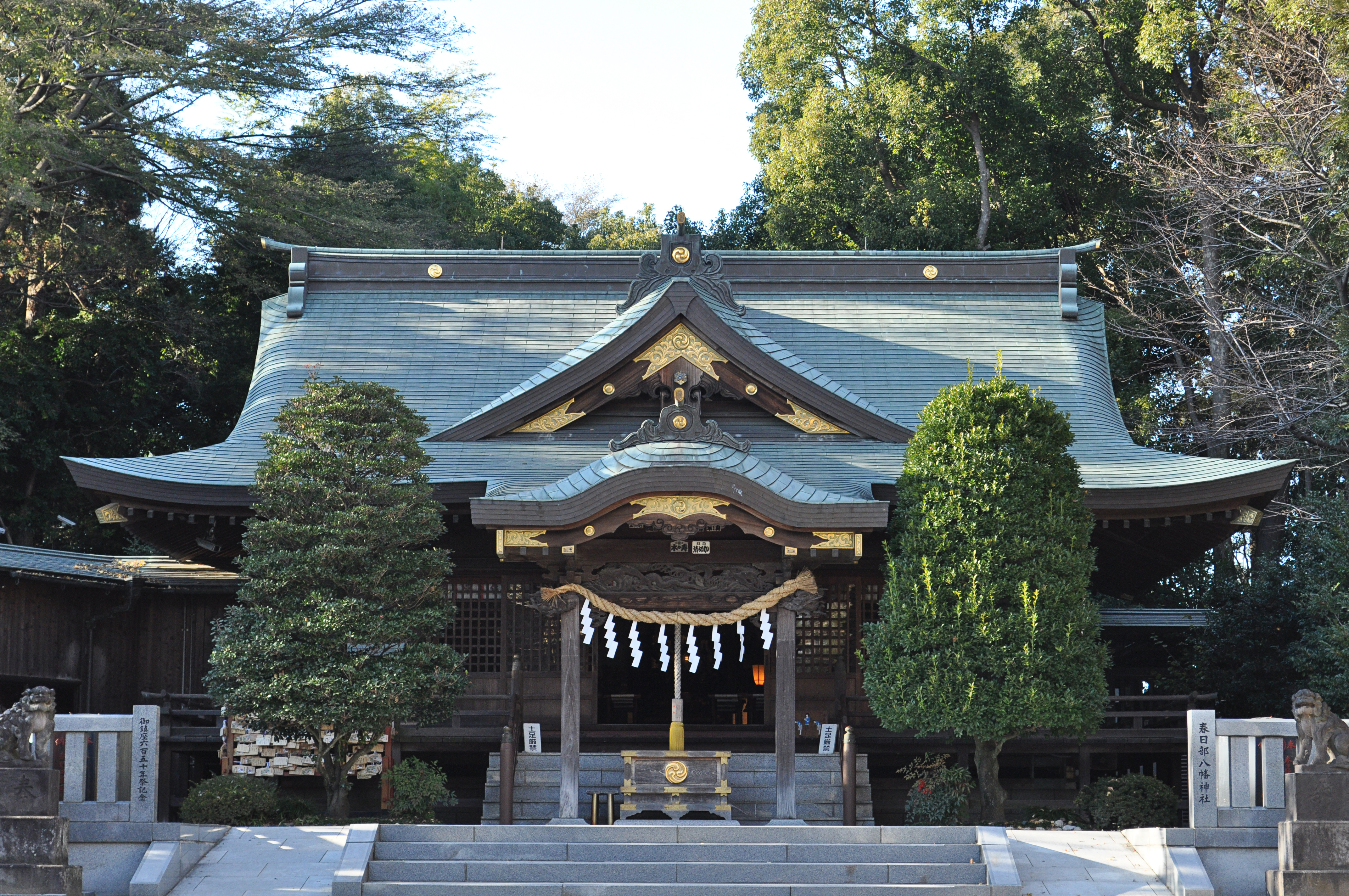
A kaszukabei Hacsiman-szentély (Szaitama prefektúra) simenavájáról sidék lógnak
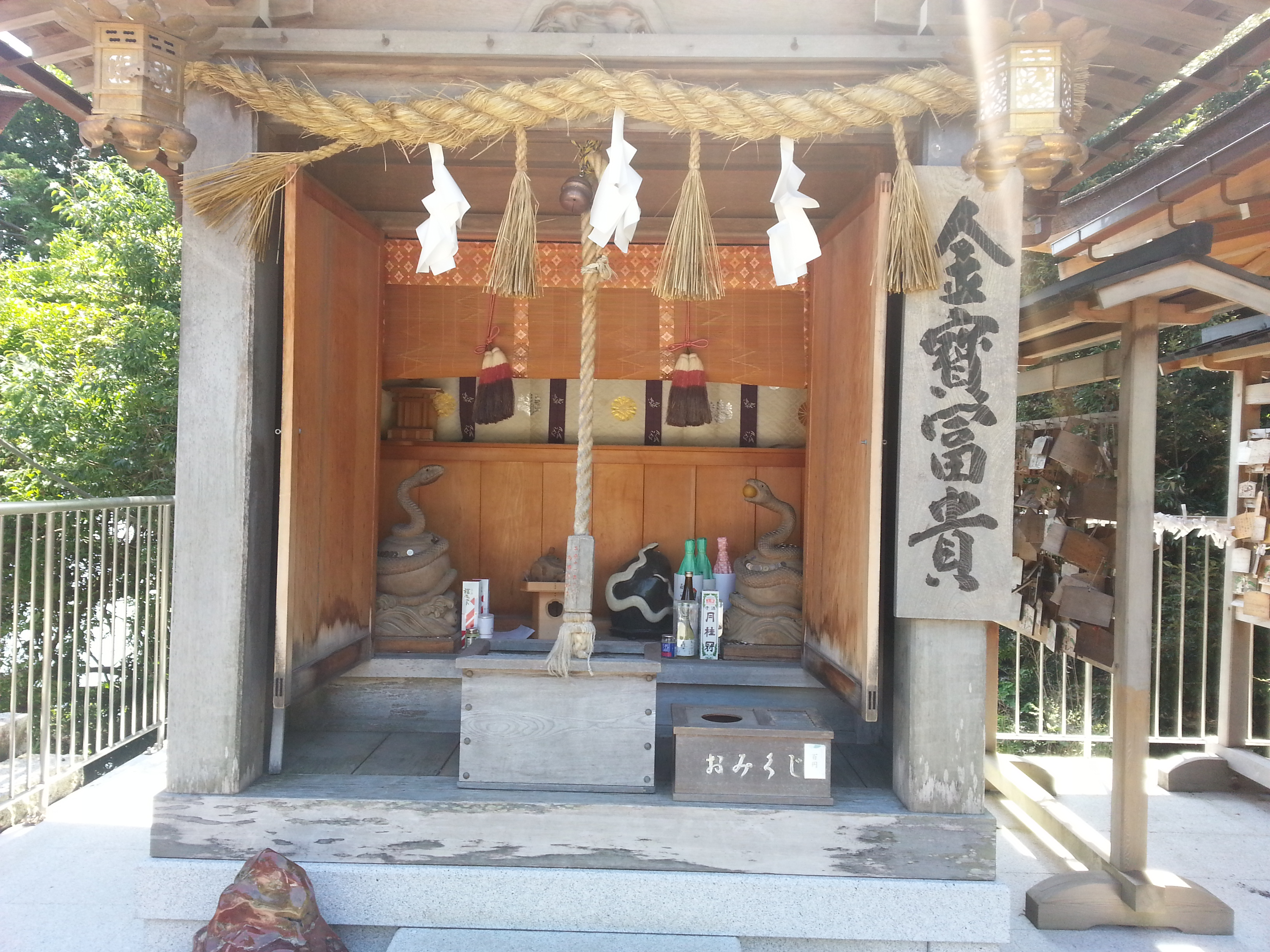
Sidék (és köztük sime no kók) egy kis sintó szentélyben
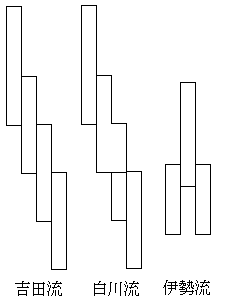
Josidai, sirakavai és iszei típusú side
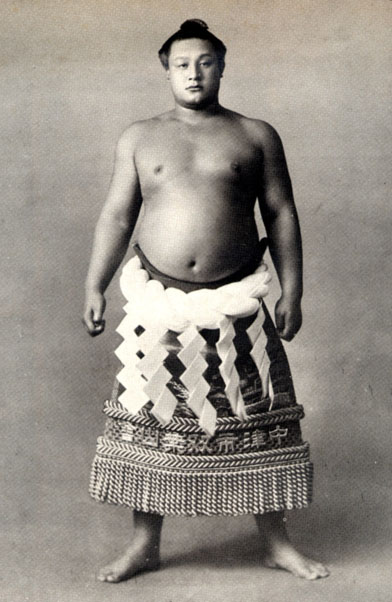
A Futabajama Szadadzsi szumós derekára kötött simenavát is sidék díszítik